# Emericella violacea
Emericella violacea är en svampart som först beskrevs av Fennell & Raper, och fick sitt nu gällande namn av Malloch & Cain 1972. Emericella violacea ingår i släktet Emericella och familjen Trichocomaceae.   Inga underarter finns listade i Catalogue of Life.